# Scott Speedman
Robert Scott Speedman (Londres, Inglaterra, 1 de septiembre de 1975) es un actor británico-canadiense.

## Biografía
Hijo de Mary y Ron Speedman, nació en Londres y se crio en Toronto. Estudió en la Universidad de Toronto de 1994 a 1996. Durante sus años de secundaria y universitarios practicó exitosamente la natación pero una lesión truncó su futuro deportivo.
Su faceta interpretativa comenzó en la pequeña pantalla en telefilmes y series a mediados de los 90. Su debut en el cine fue en 1997 con el largometraje Kitchen Party, aunque ya tenía cierta experiencia, habiendo participado previamente en varios cortometrajes.
En 1998 se dio a conocer extensamente por su participación coprotagonista en Felicity, una exitosa serie de WB Television Network en la que permaneció hasta el final de la misma en 2002.
En 2001 participó como protagonista junto a Kurt Russell en la película policíaca Dark Blue.
En 2003-2004 trabajó en la serie de televisión Chosen Ones en la quinta temporada como Jason Greks.
Tres años más tarde participó en Duets, Mi vida sin mí (2003) de Isabel Coixet, pero el trabajo con el que realmente logró reconocimiento internacional fue con Underworld y su secuela Underworld: Evolution junto a Kate Beckinsale. También se oyó una entrevista en la que comentaba que no volvería a interpretar el papel de Michael Corvin. Participó también en xXx: State of the Union junto a Samuel L. Jackson y Willem Dafoe.
Speedman apareció con Liv Tyler en 2008 en el thriller Los extraños, y también junto a Rachel Blanchard en Adoration, dirigida por Atom Egoyan. 

### Vida privada
Hasta 2001 mantuvo una relación sentimental con su compañera Keri Russell, a la que conoció en la serie Felicity y también tuvo una relación con Gwyneth Paltrow.
Mantuvo una relación con la también actriz Heather Graham en 2006. Luego estuvo saliendo durante el 2008 con la actriz Cameron Diaz. En 2012 mantuvo una relación con la actriz australiana Teresa Palmer, que duró aproximadamente 1 año.
Mantuvo una breve relación con la actriz francesa Camille De Pazzis, desde 2014 hasta 2015.
Desde 2017 mantiene una relación con Lindsay Rae Hofmann. En mayo de 2021 anunciaron que iban a ser padres. El 26 de octubre de 2021 tuvieron su hija Pfeiffer Lucia.

## Filmografía

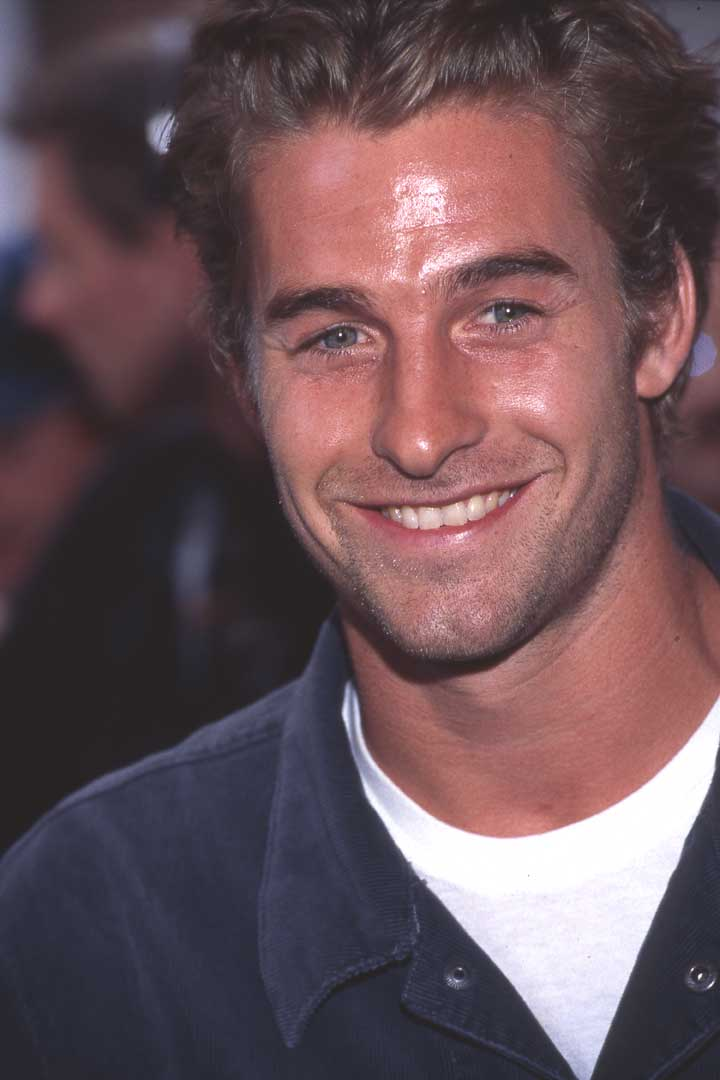
Festival Internacional de Cine de Toronto en el año 2000.

### Cine
- Kitchen Party 1997
- A dúo 2000 Billy Hannan
- Dark blue 2002 Agente Kyle Steele
- Underworld 2003 como Michael Corvin
- Chosen Open 2003-2004 serie tv
- Mi vida sin mí 2003 como Don
- The 24th Day 2004 como Tom
- xXx: Estado de emergencia 2005 como Agente Kyle Steele
- Underworld: Evolution 2006 como Michael Corvin
- Weirdsville como Dexter
- Los extraños 2008 como James Hoyt
- Adoration 2008 como Tom
- Underworld: Rise of the Lycans 2009 como Michael Corvin (cameo)
- The Last Rites of Ransom Pride 2010 como Ransom Pride
- Good Neighbours 2010 como Spencer
- The Moth Diaries 2011 como Mr. Davies
- The Vow 2012 como Jeremy
- Underworld: Awakening 2012 como Michael Corvin (Imagen de archivo)
- Citizen Gangster 2013 como Edwin Alonzo Boyd
- The Captive 2014
- Barefoot (2014) como Jay Wheeler
- The Monster (2016) como Roy
- Underworld: Blood Wars (2016) como Michael Corvin (Imagen de archivo)
- Run This Town (2018) como David
- Best Sellers (2021) como Jack Sinclair

### Televisión
| Año                 | Título                                    | Papel                 | Notas |
| ------------------- | ----------------------------------------- | --------------------- | --- |
| 1995                | Kung Fu: The Legend Continues             | Cam Nillson           | Episodio: "Goodbye Mr. Caine" |
| 1995                | Nancy Drew                                | Ned Nickerson         | 5 episodios |
| 1995                | Net Worth                                 | Rookie                | Película para televisión |
| 1996                | Goosebumps                                | Officer Madison       | Episodio: "Sonríe y Muere" |
| 1996                | A Brother's Promise: The Dan Jansen Story | Andy Gables           | Película para televisión |
| 1996                | Giant Mine                                | Spanky Riggs          | Película para televisión |
| 1997                | Dead Silence                              | Stevie Cardy          | Película para televisión |
| 1997                | What Happened to Bobby Earl?              | Steve Talbert         | Película para televisión |
| 1997                | Every 9 Seconds                           | Greg                  | Película para televisión |
| 1998                | Rescuers: Stories of Courage: Two Couples | Patrick               | Película para televisión |
| 1998–2002           | Felicity                                  | Ben Covington         | Papel principal Nominado—Teen Choice Award for Choice TV Breakout Performance Nominado—Teen Choice Award for Choice TV Actor Nominado—Teen Choice Award for Choice TV Actor – Drama |
| 2012–2013           | Last Resort                               | Sam Kendal            | Papel principal |
| 2016–2018           | Animal Kingdom                            | Barry "Baz" Blackwell | Papel principal (temporadas 1–3) |
| 2018, 2021–presente | Grey's Anatomy                            | Dr. Nick Marsh        | Invitado (temporada 14) Papel principal (temporada 18-19) Recurrente (temporada 20 - presente)                                                                                      |
| 2021                | You                                       | Matthew Engler        | Recurrente |